# Свети Георги (Конак)
Вижте пояснителната страница за други значения на Свети Георги.
„Свети Георги“ е православна църква в село Конак. Тя е част от Търговищка духовна околия, Варненска и Великопреславска епархия на Българската православна църква.

## История
Църквата е построена през 1879 година. Старата църква, изгорена през 1877 година, по време на освободителната война. Била е построена през 1850 година, а килийно училище в селото е имало от 1859 година, останките от което и до днес са запазени в северната част на църковния двор.